# Agrippina
Vous lisez un « bon article » labellisé en 2010.
Pour les articles homonymes, voir Agrippine.
Personnages
- Agrippina, mère de Néron (soprano)
- Néron, empereur (soprano castrat)
- Pallas, un affranchi (basse)
- Narcissus, un affranchi (alto castrat)
- Lesbus (basse)
- Othon, empereur romain (contralto)
- Poppée, seconde épouse de Néron (soprano)
- Claude, empereur romain (basse)
- Junon, 'Reine des dieux' (contralto)

Airs
- Air de Néron, Con saggio tuo consiglio (acte I)
- Air de Pallas, La mia sorte fortunata (acte I)
- Air d'Agrippine, Tu ben degno (acte I)
- Air d'Othon,  Voi che udite il mio lamento(acte II)
- Air d'Agrippine, Ogni vento ch'al porto lo spinga (acte II)
- Air de Poppée, Esci, o mia vita, esci dal duolo (acte III)
- Air d'Agrippine, V'accendano le tede (acte III)

Agrippina (HWV 6) est un opera seria en trois actes composé par Georg Friedrich Haendel, d'après un livret de Vincenzo Grimani. Composé pour la saison 1709-1710 du Carnaval de Venise, l'opéra raconte l'histoire d'Agrippine la Jeune, la mère de Néron, complotant contre l'empereur Claude pour mettre son fils sur le trône. Le livret de Grimani, qui compte parmi l'un des mieux mis en scène par Haendel, est décrit comme une comédie satirique antihéroïque, parsemée d'allusions à la vie politique de l'époque. En outre, plusieurs spécialistes pensent que ces allusions font écho à la rivalité qui opposa Vincenzo Grimani et le pape Clément XI.
Haendel composa Agrippina au terme d'un voyage qui dura trois années en Italie. La première fut donnée à Venise au Teatro San Giovanni Grisostomo le 26 décembre 1709 et l'opéra remporta un succès immédiat. À compter de cette soirée, 27 représentations eurent lieu, ce qui ne s’était jusqu'alors jamais produit ; le public ne tarit pas d'éloges. Partout l'on pouvait lire dans les critiques, très élogieuses, combien la musique de Haendel était de qualité : tout en respectant les usages musicaux de l'époque, cette même musique doit beaucoup à d'autres œuvres, voire d'autres compositeurs, desquelles elle fut partiellement adaptée. Cependant, malgré le succès évident de l'opéra, Haendel n'offrit plus d'autres représentations. Quelquefois encore on put voir Agrippina dans les années qui suivirent, mais, tout comme ses autres œuvres dramatiques, cet opéra tomba dans l'oubli quand, au XVIIIe siècle, ce type d'opéras devint démodé.
Au XXe siècle cependant, Agrippina bénéficia d'un vif regain d'intérêt ; après quelques représentations en Allemagne, Agrippina fut pour la première fois jouée en Angleterre et aux États-Unis. Dès lors, jouer Agrippina n'est plus un fait d'exception. Des mises en scène particulièrement novatrices ont par exemple vu le jour au David H. Koch Theater à New York ou encore au Coliseum Theatre à Londres en 2007. La critique actuelle considère Agrippina comme le premier chef-d'œuvre parmi les opéras de Haendel, notamment grâce à son éclat et sa créativité musicale.

## Histoire

### Contexte

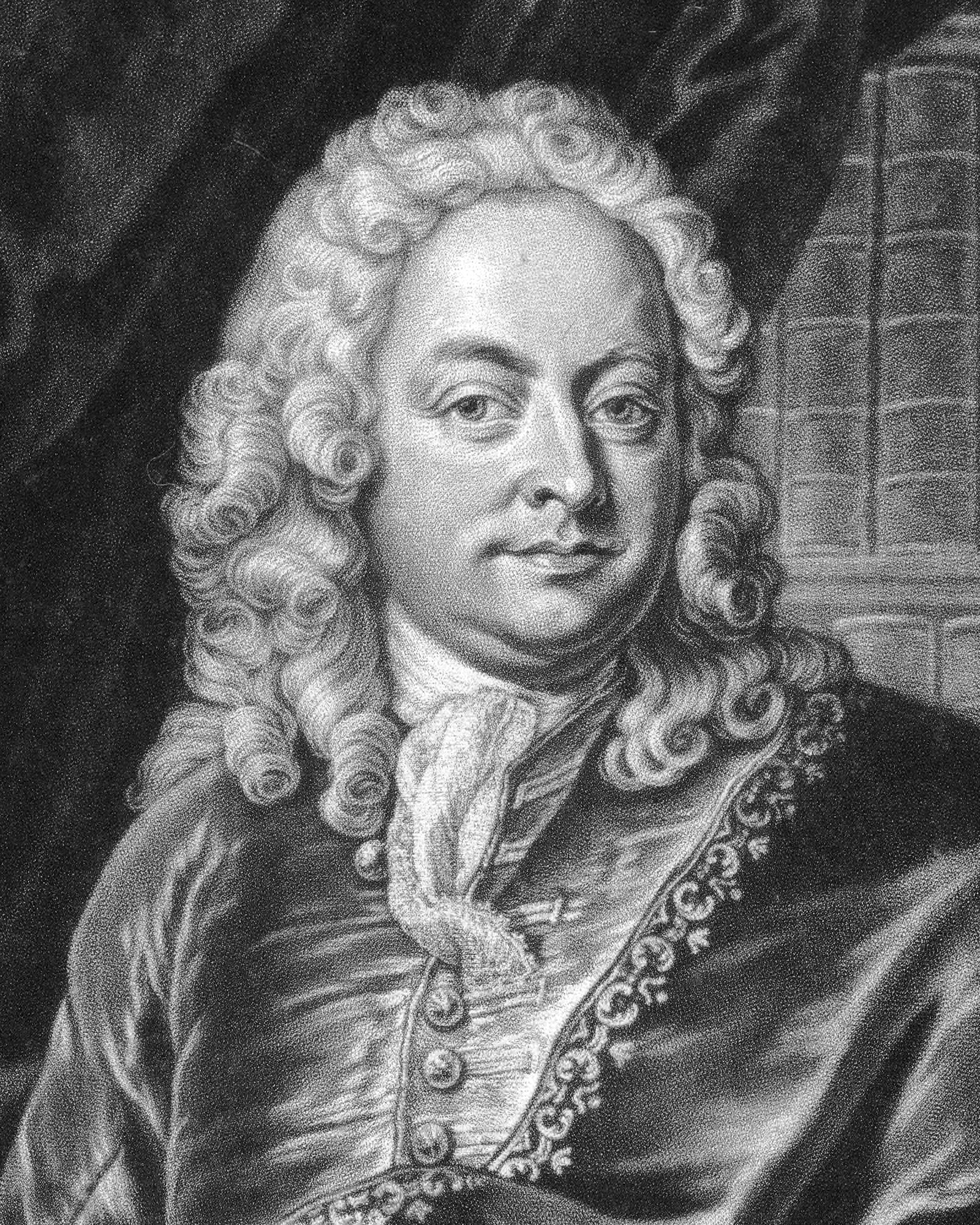
Johann Mattheson de Hambourg

Les premières compositions de Haendel pour l'opéra datent de l'époque où il résidait encore à Hambourg, c'est-à-dire entre 1704 et 1706. Son style, profondément germanique, est influencé par Johann Mattheson. Il entreprit en 1706 un voyage en Italie où il vécut trois années. Ce voyage lui permit de parfaire son éducation musicale sur l'opéra italien et notamment sur son style particulier, tout en développant sa propre technique de composition. Il élut domicile temporairement à Florence où il fut présenté à Alessandro et Domenico Scarlatti. C'est également dans la Cité des Médicis que son premier opéra fut composé et joué : il s'agit de Rodrigo (1707, Vincer se stesso ê la maggior vittoria), dans lequel l'influence de Hambourg et de Mattheson demeure importante,. Cet opéra ne remporta pas un grand succès mais cela participa à son apprentissage du style et de la langue italienne.
Après cela, Haendel entreprit de visiter Rome, ville dans laquelle toute représentation d'opéra était strictement interdite par décret papal, et Naples. Il composa alors plusieurs cantates et oratorios. À cette époque, la différence entre une cantate, un oratorio et un opéra était quasiment inexistante. Seule leur durée permettait de les différencier : tous étaient fondés sur une alternance entre un récitatif secco et une aria da capo,. Parmi les œuvres produites durant cette période, on compte le Dixit Dominus et la sérénade pastorale Aci, Galatea e Polifemo, composée au chef-lieu de la Campanie. Dans la ville Éternelle, ses relations avec le cardinal Vincenzo Grimani demeurent excellentes. Ce dernier était un diplomate chevronné qui rédigeait des livrets pour son loisir personnel et il était également représentant de théâtre pour le compte de cours princières italiennes, bien que cela ne fût pas officiel. Haendel devint son protégé et se vit offrir le livret d'Agrippina. La rumeur veut qu'Haendel emportât le livret à Naples où il le mit en musique. Cependant, John Mainwaring, premier biographe de Haendel, affirme que la musique fut très rapidement composée après son arrivée à Venise, en novembre 1709. Grimani organisa la première dans la Cité des Doges, au sein de son théâtre familial, le Teatro San Giovanni Grisostomo. On retrouve une histoire similaire concernant L'Incoronazione di Poppea de Monteverdi en 1642. Mais le livret de Grimani s'articule autour d'Agrippine, personnage qui n'est pas présent dans la version moins enjouée de Monteverdi. Agrippina fut le deuxième opéra italien de Haendel et probablement le dernier qu'il composa en Italie.

### Composition
Lorsqu'il composa Agrippina, Haendel emprunta énormément à ses précédents oratorios et cantates, mais aussi à d'autres compositeurs comme son maître Reinhard Keiser, Arcangelo Corelli ou encore Jean-Baptiste Lully. Cette pratique était courante à l'époque, mais l'ampleur qu'elle prend dans Agrippina dépasse tout ce que l'on peut observer dans les œuvres dramatiques des autres compositeurs. L'ouverture d'Agrippina, composée en deux parties de tradition française suivies d'un allegro enjoué, ainsi que tous les passages chantés (à l'exception de cinq) trouvent leur origine dans des créations antérieures. Il y a ainsi dans Agrippina un travail constant de réadaptation et de remaniement du matériau musical.

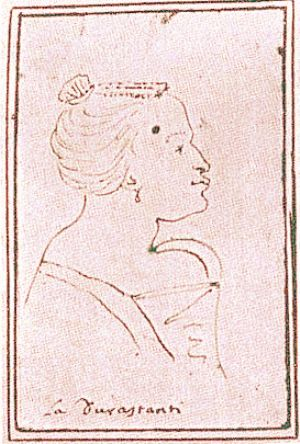
Une caricature de Margherita Durastanti, première cantatrice dans le rôle d'Agrippine

Certaines de ces reprises, que l'on retrouve par exemple dans l'air de Pallas Col raggio placido, proviennent de l'aria de Lucifer dans La Resurrezione (1708) O voi dell'Erebo, elle-même adaptée de l'opéra Octavia (1705) de Reinhard Keiser. L'aria d'Agrippine Non ho cor che per amarti tire presque intégralement son origine de Se la morte non vorrà, extraite de la cantate Qual ti reveggio, oh Dio (1707). L'air Spererò de Narcisse est une adaptation du Sai perchè d'une autre cantate de 1707, Clori, Tirsi e Fileno. Plusieurs parties des arias de Néron à l'acte III, dont Come nube che fugge dal vento, sont empruntées à l'oratorio Il trionfo del tempo e del Disinganno, toujours de 1707. Plus tard Haendel reprendra presque sans aucune modification des extraits de la partition d’Agrippina pour composer Rinaldo, en 1711, puis la version de 1732 d'Acis and Galatea. Ainsi, les premières notes que l'on put entendre de la musique d'Haendel à Londres furent probablement l'air Non hò che d’Agrippina, adapté à Pirro è Dimitrio, un opéra d'Alessandro Scarlatti qui fut présenté dans la Capitale anglaise le 6 décembre 1710. L'ouverture d’Agrippina et quelques autres arias de l'opéra refirent occasionnellement surface lors de pasticcios donnés à Londres entre 1710 et 1714, avec toutefois une musique produite par d'autres compositeurs. De la sorte, dans l'air He was despised du Messie, on retrouve par exemple un écho à Ti vo' giusta, une des quelques rares arias qui furent écrites spécifiquement pour Agrippina.
Deux des rôles principaux furent écrits pour castrats, qui jouissaient alors d'une grande popularité dans l'opéra italien. L'opéra fut en partie remanié avant voire durant la période où il était encore joué. Ainsi, à l'acte III, Haendel désirait qu'Othon et Poppée chantassent ensemble un duo, No, no, ch'io non apprezzo, mais il ne fut pas satisfait par la musique et remplaça le duo par deux arias solos juste avant la première. Autre exemple, entre deux représentations, l'aria de Poppée Ingannata fut remplacée par une autre aria, d'une extrême virtuosité, Pur punir chi m'ha ingannata, soit pour souligner la récente décision de Poppée à ce moment précis de l'opéra, soit, comme on le pense plus généralement, pour donner à Scarabelli l'occasion de montrer à tous ses capacités vocales.
La composition instrumentale de la partition (musique) suit précisément le modèle que l'on retrouve dans les autres opéras de Haendel. Elle comprend sept parties de cordes : trois parties de violons, une partie d'alto, deux parties de violoncelles et une partie de contrebasse ; puis deux flûtes à bec, deux hautbois, deux trompettes, timbales et un clavecin. Comparativement au modèle que l'on retrouvera plus tard dans les opéras anglais de Haendel, cette composition semble légère, mais on y découvre néanmoins ce que Dean et Knapp appelleront des « instants éclatants où Haendel a recours à la forme parfaite du concerto grosso ».

### Livret
Le livret que Grimani rédigea se distingue de ceux de ses contemporains, tels que Métastase ou Zeno, car il n'est pas empreint de ce ton quelque peu moralisateur que l'on retrouve habituellement dans les livrets de leurs opéras seria. Si l'on en croit le critique et spécialiste Donald Jay Grout, la notoriété que reçut Agrippina est en grande partie due au travail de Grimani dans lequel « la dérision, la tromperie et le complot imprègnent les frasques drolatiques de ses personnages ». Tous les personnages principaux, exception faite du serviteur de Claude, Lesbus, sont des personnages historiques. Les grandes lignes du livret se fondent ainsi largement sur les Annales de Tacite et sur la partie consacrée à l'empereur Claude que l'on retrouve dans la Vie des douze Césars, de Suétone. Certains spécialistes voient dans le personnage comique et romantique de l'empereur Claude une caricature du pape Clément XI, à qui Grimani était politiquement opposé. On retrouve quelques traces de cette querelle dans l'intrigue de l'opéra : la rivalité entre Néron et Othon refléterait en partie le conflit concernant la guerre de Succession d'Espagne, Grimani étant favorable à la maison de Habsbourg, et le pape Clément XI au royaume de France ainsi qu'à celui de l'Espagne.

## Rôles

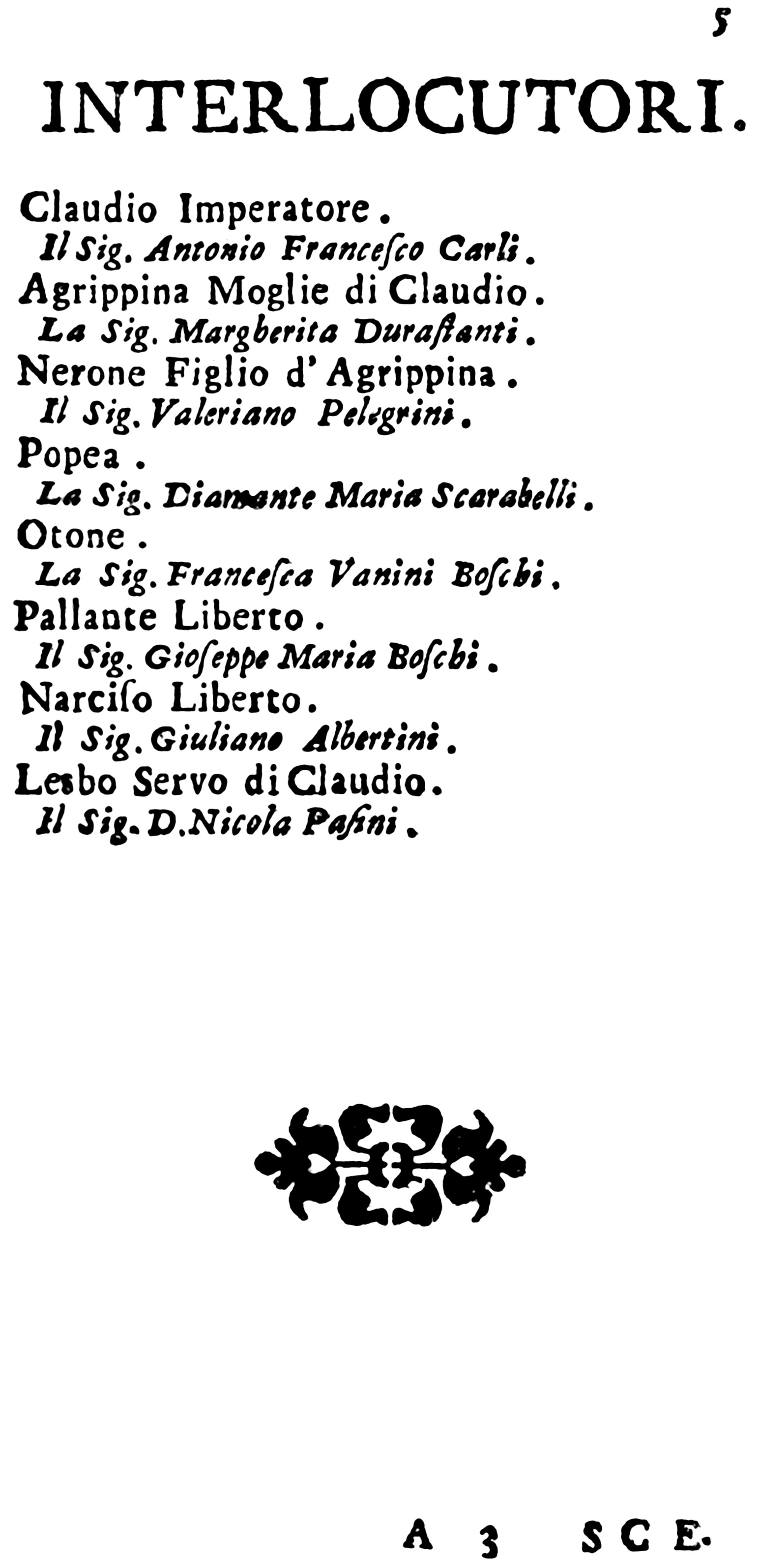
La distribution originale de Agrippina, telle qu'elle fut publiée le soir de la première

| Rôle                               | Voix            | Première, le 26 décembre 1709 (chef d'orchestre : inconnu) |
| ---------------------------------- | --------------- | ---------------------------------------------------------- |
| Agrippine (en italien : Agrippina) | soprano         | Margherita Durastanti                                      |
| Néron (Nerone)                     | soprano castrat | Valeriano Pellegrini                                       |
| Pallas (Pallante)                  | basse           | Giuseppe Maria Boschi                                      |
| Narcissus (Narciso)                | alto castrat    | Giuliano Albertini                                         |
| Lesbus (Lesbo)                     | basse           | Nicola Pasini                                              |
| Othon (Ottone)                     | contralto       | Francesca Vanini-Boschi                                    |
| Poppée (Poppea)                    | soprano         | Diamante Maria Scarabelli                                  |
| Claude (Claudio)                   | basse           | Antonio Francesco Carli                                    |
| Junon (Giunone)                    | contralto       | unknown                                                    |

## Argument

### Acte I
Dans le cabinet d'Agrippine.
Agrippine vient d'apprendre que son époux, l'empereur Claude, est mort dans une tempête. Elle fait part à son fils Néron, âgé de vingt-cinq ans, de son intention de l'asseoir sur le trône. Elle lui conseille de se faire valoir auprès du peuple, en lui distribuant de l'or. Néron est plein de reconnaissance pour sa mère (air Con saggio tuo consiglio). Agrippine, restée seule, pense mettre à profit les espoirs amoureux de Narcisse et Pallas, et fait chercher ce dernier. Agrippine éprouve la fidélité de Pallas, qui avoue son inclination pour elle. Elle lui apprend la mort de son époux et lui demande de rassembler les sénateurs au Capitole pour faire proclamer son fils empereur. Pallas chante son destin favorable (air La mia sorte fortunata). Après lui, Agrippine fait appeler Narcisse, à qui elle fait avouer qu'il l'aime et lui demande de rassembler le peuple et l'armée en faveur de Néron. Narcisse chante sa joie (air Volo pronto, e lieto il core). Agrippine, restée seule, chante sa détermination (air L'alma mia fra le tempeste).

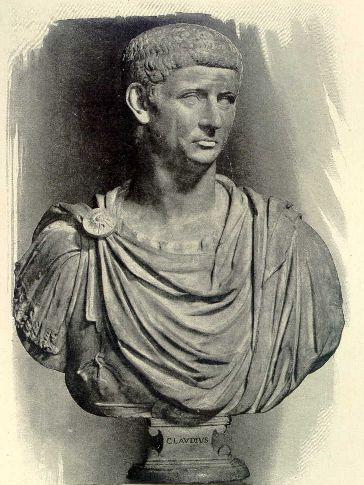
Représentation de l'empereur Claude

Place du Capitole, avec un trône. Néron est entouré par la foule à laquelle il distribue des cadeaux.
Néron compatit au malheur du peuple, tandis que Pallas et Narcisse recherchent ses faveurs. Agrippine, suivie du peuple, prend place sur le trône et elle l'informe de la mort de l'empereur, puis lui demande de choisir Néron comme successeur. Mère et fils montent ensemble sur le trône, tandis que des trompettes retentissent et Lesbos, le serviteur de Claude, annonce l'arrivée de son maitre à Antium. Il est expliqué que Claude a été sauvé par Othon. Après avoir accusé le coup, Agrippine feint de se réjouir et tous acclame le retour de Claude. Othon arrive pour raconter comment il a sauvé Claude de la noyade et comment ce dernier l'a, en reconnaissance, choisi pour lui succéder. Plus tard, Othon reste seul avec Agrippine pour lui confier qu'il aime davatnage Poppée que le trône. Agrippine lui promet de lui apporter son aide (air Tu ben degno) et Othon s'en réjouit (air Lusinghiera mia speranza).
La chambre de Poppée. Poppée devant son miroir.
Poppée chante sa beauté (air Vagne perle, eletti fiori) et s'amuse d'être aimée tour à tour par Othon, Claude et Néron. Lesbos vante alors l'amour que Claude lui porte et Poppée feint qu'il soit partagé. Alors qu'Agrippine est cachée, Lesbos confie à Poppée que Claude va lui rendre visite durant la nuit. Poppée répond qu'elle est prête à l'accueillir, mais comme souverain et non comme amant. Poppée chante l'amour qu'elle sent naître en elle (air E un foco d'amore). Agrippine se montre à Poppée et lui demande si elle aime Othon et lui fait croire que ce dernier l'a trahie en la laissant à Claude. Agrippine lui conseille de susciter la jalousie de Claude (air Ho un non so che nel cor). Poppée restée seule se lamente qu'Othon lui préfère le trône et n'est pas décidée à se laisser faire (air Fa quanto vuoi). Lesbos annonce l'arrivée de Claude, qui s'aperçoit vite que Poppée est préoccupée et celle-ci lui fait croire qu'elle l'aime mais qu'Othon, depuis qu'il sait qu'il va régner, le lui interdit. Elle fait promettre à Claude de revenir sur sa décision de laisser le trône à Néron. Claude se fait pressant et Poppée espère qu'Agrippine va venir la sauver. Claude croit que son attitude est dictée par la chasteté, puis Lesbos annonce l'arrivée d'Agrippine et presse Claude de partir. Poppée remercie Agrippine qui lui clame son amitié (air Non ho cor che per amarti). Poppée se justifie (air Se giunge un dispetto).

### Acte II
Une rue de Rome près du palais impérial, parée pour le triomphe de Claude
Narcisse et Pallas s'aperçoivent qu'ils ont été dupés par Agrippine et décident d'être désormais francs l'un avec l'autre. Pendant ce temps, Othon arrive et confirme qu'il tient plus à Poppée qu'au trône (air Coronato il crin d'alloro). Agrippine, Poppée et Néron descendent du palais impérial avec leur suite e choissisent de feindre vis-à-vis d'Othon. Othon adresse des mots d'amour à Poppée qui s'en indigne, puis Claude arrive avant d'être applaudi par le peuple (chœur Di timpani e trombe). L'empereur se tient ensuite sur un char triomphal pour annoncer avoir vaincu la Bretagne et raffermi l'Empire romain (air Cade il mondo soggiogato). Claude reçoit l'hommage d'Agrippine, Néron, Poppée, Narcisse et Pallas. En revanche, il repousse Othon, qu'il condamne à mort pour trahison. Othon recherche alors l'aide successivement d'Agrippine (air Nulla sperar da me), de Néron (air Sotto il lauro ch'ai sul crine) et de Poppée (air Tuo ben e'l trono), puis de Narcisse, Pallas et Lesbos mais tous le repoussent. Othon, resté seul, se lamente sur son sort (air Voi che udite il mio lamento).
Jardin avec fontaine.
Alors que Poppée a des remords, Othon arrive, elle va s'asseoir près d'une fontaine et feint de dormir. Il entend alors Poppée le traiter de traître dans son sommeil et se cache alors qu'elle feint de se réveiller. Poppée fait semblant de se parler seule et Othon comprend ce qu'on lui reproche et il insiste pour s'expliquer, affirmant que le trône l'intéresse moins que son amour pour elle. Il lui fait comprendre qu'elle a été abusée par Agrippine. Poppée est prête à le croire et Othon clame à nouveau son innocence (air Ti vo giusta e non pietosa). Poppée comprend la manœuvre d'Agrippine et décide de se venger (air Per punir chi m'ha ingannata). Lesbos vient annoncer à Poppée que l'empereur souhaite venir lui parler, ce qu'elle accepte, inspirée par le désir de vengeance. Néron arrive et Poppée l'entraîne dans ses appartements (air Col peso del tuo amor). Il se réjouit à l'avance de l'invitation de Poppée (air Quando invita la donna l'amante), tandis qu'Agrippine forme des vœux en faveur de son fils (air Pensieri, voi mi tormentate). Elle se reproche aussi d'en avoir trop dit à Narcisse et Pallas et craint que son plan n'échoue. Pallas renouvelle à Agrippine son dévouement, quoiqu'elle lui demande de tuer Narcisse et Othon et chante son espoir (air Col raggio placido). Narcisse chante à son tour son espoir (air Sperero, poiche mel dice). Plus tard, Agrippine se prépare à accueillir Claude et lui fait part de son inquiétude à son sujet et de la menace que constitue Othon. Elle lui propose de désigner Néron comme son successeur mais son époux demande à réfléchir. Lesbos vient prévenir son maitre que Poppée l'attend et pressé par sa femme, Claude promet de faire couronner fils, ce dont Agrippine se réjouit (air Ogni vento ch'al porto lo spinga).

### Acte III
Chambre de Poppée, avec une porte de face et deux autres de chaque côté.
Poppée prépare sa vengeance contre Agrippine alors qu'Othon lui assure de sa fidélité. Poppée le fait se cacher derrière une porte. Poppée attend Néron et Claude. Le premier arrive mais Poppée lui reproche son retard. Elle feint de craindre l'arrivée d'Agrippine et fait cacher à son tour Néron derrière la porte face à celle où se trouve Othon. Poppée espère le succès de sa mise en scène même si elle doit susciter la colère d'Othon. Claude arrive enfin et Poppée lui fait des reproches, ce dont Claude pense que c'est à cause d'Othon. Poppée le détrompe et lui révèle que Néron lui interdit de le voir. L'empereur ne comprend plus et elle arrive à lui faire croire qu'il s'est trompé quand elle avait parlé d'Othon. Claude jure alors de la venger et Poppée le fait se cacher à son tour derrière la porte qui est située en face, puis va chercher Néron. Claude sort à ce moment-là de sa cachette et l'apostrophe avant de le chasse du palais. Au moment où il sort, Poppée fait comprendre à Néron qu'elle s'est vengée. Elle fait aussi part à Claude de sa crainte de la réaction d'Agrippine et lui demande, avant tout, d'intervenir pour qu'elle n'ait pas à en pâtir. Claude la rassure (air Io di Roma il Giove sono). Poppée, restée seule, savoure sa vengeance (air Esci, o mia vita, esci dal duolo). Othon clame à nouveau sa fidélité à Poppée qui se donne à lui (duo No, no, ch'io non apprezzo).
Salon impérial.
Néron raconte à Agrippine la façon dont il a été traité par Poppée et Claude. Agrippine lui conseille de renoncer à Poppée (air Come nube che fugge dal vento). De leur côté, Pallas et Narcisse décident de dévoiler les manigances d'Agrippine à l'empereur et lui révèlent que son épouse avait fait couronner Néron pendant son absence. Agrippine arrive pour rappeler à Claude sa promesse mais il lui reproche d'avoir mis Néron sur le trône pendant son absence. Agrippine se justifie alors en expliquant qu'on avait annoncer sa mort en mer et parvient à le convaincre qu'elle n'a fait que défendre son trône, ce que Narcisse et Pallas ne peuvent que confirmer. Profitant de son avantage, Claude accuse Poppée d'être courtisée par Othon et pour en avoir le cœur net, il fait venir Othon, Poppée et Néron. Agrippine assure Claude de sa fidélité (air Se vuoi pace, oh volto amato) mais ce dernier accuse Néron de l'avoir trouvé caché chez Poppée et décide qu'il doit épouser Poppée. Concernant Othon, il décide que c'est lui qui sera sacré empereur. Othon lui rétorque préférer Poppée au trône et Poppée se dit également prête à abandonner le trône pour rester avec Othon. En revanche, Néron affirme préférer le trône et en fin de compte, à la satisfaction générale, Claude attribue le trône à Néron et renonce à Poppée en faveur d'Othon. Agrippine chante le dernier air (V'accendano le tede) et un chœur final en l'honneur du Tibre et de l'Amour (Lieto il Tebro increspi l'onda) conclut l'opéra.

## Accueil et représentations

### La première

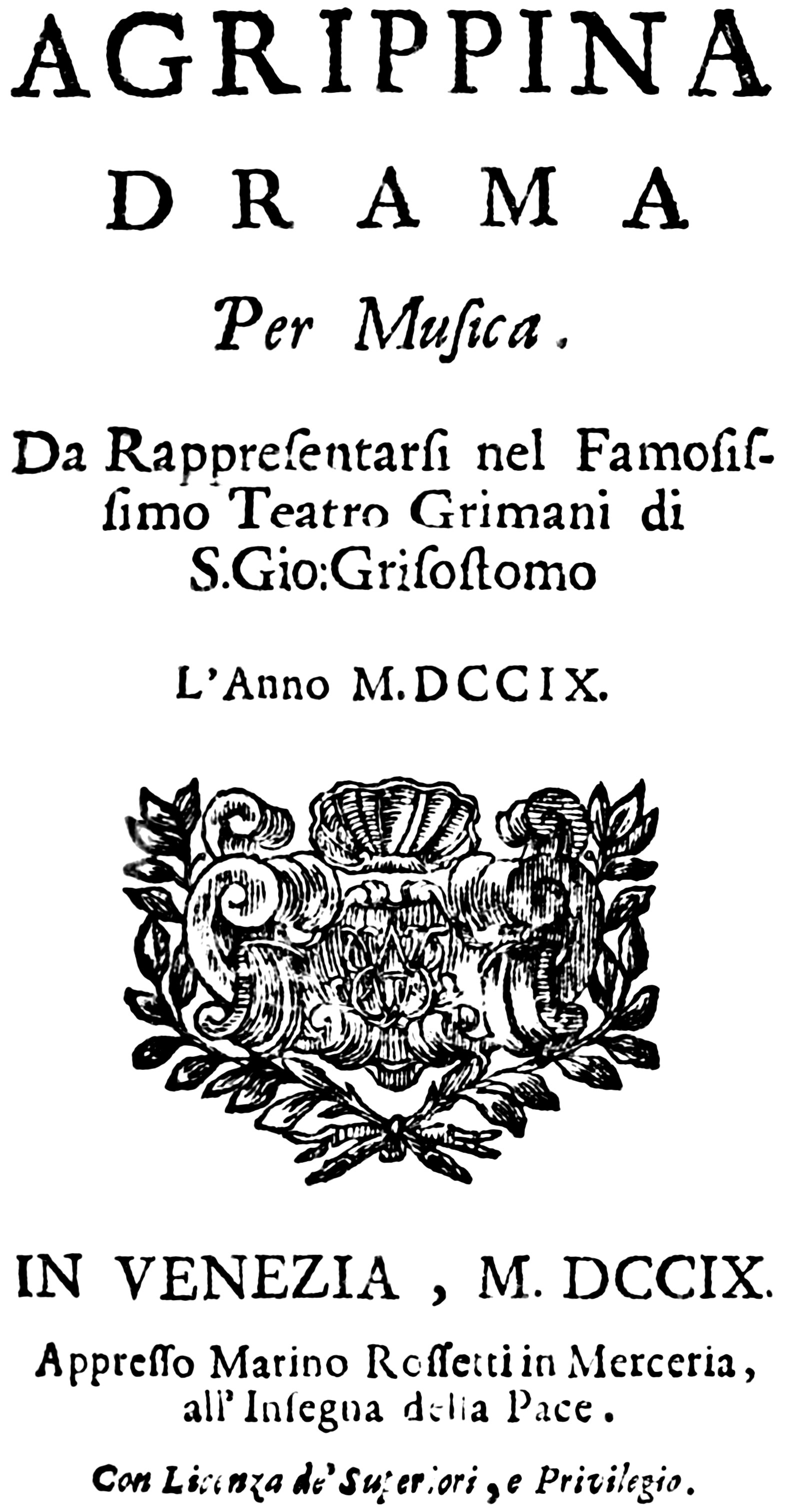
Page de titre de l'édition originale imprimée

La date de la première représentation d’Agripina a pendant longtemps été incertaine. Toutefois, la découverte récente d'un bulletin de nouvelles nous révèle qu'elle se serait tenue le 26 décembre 1709. La troupe aurait été composée de chanteurs renommés à l'époque, tous en provenance de l'Italie du Nord, dont Antonio Carli en première basse, Margherita Durastanti, qui venait tout juste de chanter le rôle de Marie Magdalène dans La Resurrezione de Haendel, et Dimante Scarabelli, dont le succès colossal qu'elle rencontra à Bologne en 1697 dans le pasticcio Perseo engendra la publication d'un recueil de vers dithyrambiques intitulé La miniera del Diamante,.
Agrippina remporta un immense succès, ce qui assura à Haendel une réputation internationale. Un total de 27 représentations avait été programmé, ce qui était extrêmement rare à l'époque. John Mainwaring, premier biographe de Haendel, dit à propos de la première représentation d’Agrippina : « À chaque silence, partout dans le théâtre résonnaient les exclamations du public « Viva il caro Sassone ! » (« Longue vie au Saxon bien-aimé »). Tous furent étonnés par la grandeur et la sublimité de son style, car ils n'avaient encore jamais entendu une telle puissance dans les harmonies, ni même des modulations si structurées et si vigoureusement unies. » Bien d'autres firent état de critiques incroyablement élogieuses à propos d’Agrippina. Entre 1713 et 1724, Agrippina était toujours joué à Naples, Hambourg et Vienne, bien qu'Haendel ne s'attardât pas spécialement sur cet opéra. À Naples, l'opéra subit quelques modifications avec notamment l'ajout de plusieurs airs de musique composés par Francesco Mancini.

### Représentations modernes
Entre la fin du XVIIIe siècle et le début du XXe, les opéras d'Haendel tombèrent dans l'oubli et aucune représentation de ses œuvres n'eut lieu entre 1754 et 1920. On observe toutefois un regain d'intérêt pour Haendel dès le début de XXe siècle, à commencer par Agrippina qui, dès 1943, fut rejouée régulièrement à Halle, ville où Haendel vint au monde ; Richard Kraus a ainsi été le premier chef d'orchestre moderne à réactiver le répertoire de Haendel. Pour cette représentation, le rôle d'Othon, alors écrit pour un alto et chanté par une femme, fut réadapté en un rôle pour basse, accompagné par des cors anglais, ce qui eut « un effet dévastateur sur l'équilibre sensible et le caractère de la partition ». Les représentations se multiplièrent : d'abord à Leipzig en 1958, ensuite dans toute l'Allemagne, puis en Angleterre à Abington, en 1963,. Un retour aux sources à Venise en 1983 sous la baguette de Christopher Hogwood, au théâtre Malibran, puis enfin les États-Unis en 1985, à Fort Worth au Texas, succédant à un concert qui eut lieu à New York, au Alice Tully Hall, alors que l'opéra était encore considéré comme « une véritable rareté ». La représentation de Fort Worth symbolisa bel et bien la révélation de Haendel aux États-Unis : peu après, de nombreux concerts furent donnés, à Iowa City et à Boston pour ne citer qu'eux. L'Early Music Movement, qui encourage les exécutions de qualité d'œuvres baroques et anciennes, fit la promotion, en 1985 puis en 1991, de deux mémorables représentations d’Agrippina ; toutes deux furent organisées en Allemagne : la première à Schwetzingen, l'autre au festival international consacré à Haendel à Göttingen.

### Renaissance de l'œuvre
De nombreuses représentations ont été jouées depuis le début du XXIe siècle. On peut par exemple citer une mise en scène surprenante et ultra moderne, datant de 2002, au David H. Koch Theater, sous la direction de Lilian Gloag. Cette production, à nouveau interprétée en 2007, fut décrite par le New York Times comme « étrange » : toutefois, la qualité musicale de cette exécution fut largement saluée. En Angleterre, l'English National Opera donna en 2007 une représentation en anglais d’Agrippina, dirigée par David McVicar. Là encore, les critiques se révélèrent très positives, bien que la critique Fiona Maddocks émît quelques réserves : « une musique si raffinée, si inventive et si humaine n'appelle pas tant d'ornement »,. Ces récentes productions remplacèrent les rôles initialement prévus pour castrats par des contre-ténors, tout comme ce fut le cas pour l'enregistrement de John Eliot Gardiner en 1997,.

## Musique

### Son style
Lorsqu'on en vient au style d’Agrippina, il faut admettre qu'il suit rigoureusement les règles de l'époque. Celles-ci consistaient à alterner un récitatif et une aria da capo. L'opéra au XVIIIe siècle est extrêmement codifié, comme toute forme d'art à l'époque, que cela soit en peinture comme nous le voyons dans les Salons de Diderot, ou encore en littérature. Agrippina est ainsi soumis à plusieurs dogmes : les récitatifs sont par exemple l'occasion de camper l'intrigue, alors que les arias permettent d'une part de brosser le caractère des personnages, mais également mettre en avant les qualités musicales de l'œuvre. Cependant, Haendel déroge quelquefois à la règle en se servant des arias pour développer l'intrigue. Alors que les récitatifs secco sont généralement accompagnés par les violoncelles et le clavecin, Haendel utilise à une reprise les cordes. Cette anomalie se trouve dans l'air d'Othon Otton, qual portentoso fulmine, lorsqu'il se rend compte qu'il a été détrôné et délaissé par sa bien-aimée Poppée. Ici, le récitatif est accompagné par l'orchestre afin de mettre en valeur la valeur dramatique de cet instant. Les spécialistes Dean et Knapp décrivent cet instant, ainsi que l'aria d'Othon qui suit, comme « l'apogée de cet opéra ». Ebenezer Prout, spécialiste anglais du XIXe siècle, distingue l'air d'Agripinne Non ho che per amarti des autres airs. Il fait ainsi remarquer la spécificité de la gamme d’instruments choisis et écrit « qu'une étude minutieuse de la partition de cet air étonnerait certainement tous ceux qui prétendent que l'orchestration de Haendel manque de variété ».
En effet, sur le plan de l'accompagnement orchestral des arias, Haendel fit bien plus que ce qui était alors d'usage ; mais à bien des égards, Agrippina relève bien plus de l'ancienne tradition de l'opéra. Pour la plupart, les arias sont brèves, il n'y a que deux courts ensembles et dans les quatuors et trios, les voix ne chantent jamais ensemble,.

### Ses personnages

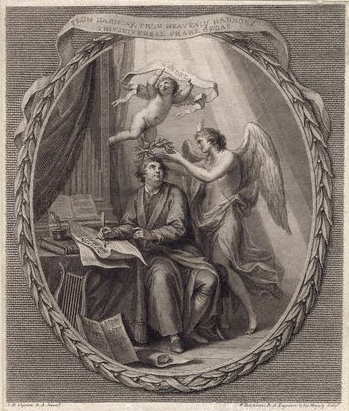
Sainte Cécile, sainte patronne des musiciens, déposant sur Haendel une couronne de laurier,

De tous les personnages, Othon est le seul qui ne soit pas moralement abject. Agrippine est quant à elle une manipulatrice sans aucun scrupule ; Néron, bien qu'il ne soit pas encore envahi par la folie, est un peu maniéré et hypocrite. Claude est plein de suffisance, imbu de lui-même, allant même quelquefois jusqu'au ridicule, tandis que Poppée, la première des belles jeunes filles que Haendel mit en scène, est une menteuse et une enjôleuse. Pallas et Narcisse sont des personnages intéressés et indécents. Tous, cependant, ont un aspect de leur personnalité qui ferait oublier au spectateur leur ignominie ; tous ont également, à un moment ou à un autre de l'opéra, une ou plusieurs arias dévoilant leurs sentiments sincères. La situation dans laquelle il se trouve est quelquefois comique, mais l'opéra ne sombre jamais dans le ridicule. Tout comme le fit Mozart dans les opéras du librettiste Da Ponte, Haendel ne tourne jamais en dérision ses personnages.
Les arias da capo sont les instants musicaux privilégiés, dans Agrippina, pour développer la personnalité propre à chaque rôle. De cette manière, nous retrouvons dans les quatre premières arias le Con raggio de Néron, en mode mineur et descendant, suivi de l'air il trono ascendero ; au sein même de la partition, nous avons déjà le sentiment d'un Néron faible et indéterminé. La première aria de Pallas, La mia sorte fortunata, empreinte d'un « phrasé sautillant et mélodique », annonce un personnage audacieux, représentant l'héroïsme, se détachant de son rival Narcisse dont la véritable nature est divulguée dans sa délicate aria Volo pronto, chantée juste après. L'aria introduisant Agrippine, L'alma mia, est remplie d'un ton faussement militaire reflétant la puissance dont elle jouit sur les autres personnages, tandis que la musique qui l'accompagne est douce, levant le voile sur ses émotions intérieures. En ce qui concerne Poppée, ses arias sont toutes légères et rythmées, alors que celles de Claude, et plus précisément son court air d'amour (une cavatine, considérée comme l'un des joyaux de la partition), Vieni O cara, laissent entrevoir ses sentiments les plus intimes.

### Son ironie
Le livret de Grimani est suintant d'ironie, ce qu'Haendel reflète avec talent dans sa partition. Tout le génie de Haendel se révèle lorsque la musique parvient à illustrer à la fois la trame implicite de l'opéra (tous les personnages essaient sans cesse de se trahir), mais également les secrets sous-jacents. Ainsi, à l'acte I, dans son aria Non ho che per amarti, Agrippine promet à Poppée que la tromperie n'entachera jamais leur nouvelle amitié, alors qu'elle est justement en train de se jouer d'elle en compromettant l'accession au trône d'Othon. La musique d'Haendel fait ressortir sa tromperie dans une mélodie en mode mineur, tandis qu'un accompagnement simple et au rythme accentué laisse présager une certaine sincérité de l'esprit. À l'acte III, Néron annonce que sa passion est terminée et que plus jamais il n'y sera soumis (air Come nubbe che fugge dal vento) ; la musique est alors doucereuse, tout comme s'il était lui-même en train de se tromper. Lorsque Othon en vient à sa Coronato il crin, la tonalité trépidante de la musique est à l'opposé du « ton euphorique suggéré par le livret ». Les contrastes entre la vigueur du livret et l'émotion harmonieuse que suggère la partition se retrouveront tout au long des futurs opéras anglais d'Haendel.

## Éditions
La partition telle qu'elle fut rédigée par Haendel nous est parvenue, toutefois il manque la symphonie et les premiers récitatifs. Cependant, la partition diffère sensiblement du livret, ce qui laisse à penser que des modifications furent effectuées dès les premières représentations,. La partition des jeux des acteurs n'a pas été retrouvée ; trois copies manuscrites sont conservées à Vienne, elles datent probablement de 1710. Une d'entre elles fut certainement un cadeau offert par Vincenzo Grimani au futur empereur Charles VI. Ces copies, dont le contenu provient sans doute de l'original, présentent plusieurs écarts par rapport au texte autographe. Un manuscrit datant des années 1740 connu sous le nom de la partition Fleur est « un pot-pourri sans queue ni tête ».
Aux environs de 1795, le compositeur anglais Samuel Arnold présenta une édition respectant fidèlement les premières copies. Cette édition, bien qu'elle contienne nombre d'erreurs et d'imprécisions, est qualifiée « d'édition reflétant assez fidèlement ce qu'on put entendre lors des premières représentations ». L'édition 1874 du critique allemand Friedrich Chrysander a tendance à « dénigrer Arnold lorsqu'il ne le faudrait pas et à être d'accord avec lui lorsqu'il a tort ». Le musicologue Anthony Hicks la considère comme « une tentative ratée de concilier le texte autographe avec Arnold et le lexique, ce qui donne un résultat disparate sans réelle valeur ». On peut la trouver aisément sur internet.
En 1950, Bärenreiter publia l'édition de Hellmuth Christian Wolff, préparée à l'occasion du festival de Halle en 1943. Dans cette édition Otton et Narcisse sont alors interprétés par des basses, même lorsque leurs chants sont plutôt destinés à des altos, comme c'est le cas dans le chœur final. Elle présente également une adaptation en allemand des récitatifs, inclut des enjolivements musicaux pour les arias da capo, ou au contraire retranche quelques passages. La fugue en si bémol G37 est jouée à l'ouverture de l'acte II accompagnée par d'autres musiques instrumentales.

### Liste des arias
L'index de l'édition Chrysander (voir ci-dessous) note les numéros suivants, sans inclure les récitatifs secco. Les variantes par rapport au livret sont indiquées.
1. Sinfonia
Acte I
2. Con saggio tuo consiglio (Nero)
3. La mia sorte fortunata (Pallas)
4. Volo pronto e lieto il core (Narcissus)
5. L'alma mia frà le tempeste (Agrippina)
6. Qual piacere a un cor pietoso (Nero)
7. Il tuo figlio/La tua prole (quartet : Nero, Pallas, Narcissus, Agrippina)
8. Allegrezza! Allegrezza! (Lesbus)
9. Tu ben degno sei dell'allor (Agrippina)
10. Lusinghiera mia speranza (Otho)
11. Vaghe perle, eletti fiori (Poppaea)
12. È un foco quel d'amore (Poppaea)
13. Ho un non sò che nel cor (Agrippina)
14. Fà quanto vuoi, gli schemi tuoi (Poppaea)
15. Pur ritorno a rimirarvi (Claudius)
16. Vieni, oh cara (Claudius)
17. E quando mai (trio : Poppaea, Claudius, Lesbus)
18. Non ho cor che per amarti (Agrippina)
19. Se giunge un dispetto (Poppaea)
Acte II
20. Coronato il crin d'alloro (Otho)
21. Di timpani e trombe
22. Cade il mondo soggiogato (Claudius)
23. Nulla sperar da me (Agrippina)
24. Tuo ben è l'trono (Poppaea)
25. Sotto il lauro ch'hai sul crine (Nero)
26. Accompagnato: Otton, qual portentoso fulmine è questo? (Otho)
27. Voi che udite il mio lamento (Otho)
28. Bella pur nel mio diletto (Poppaea)
29. Vaghe fonti, che mormorando (Otho)
30. Ti vo' giusta e non pietosa (Otho)
31. Ingannata una sol volta (Poppaea) (le livret mentionne à la place Pur punir chi m'ha ingannata)
32. Col peso del tuo amor (Poppaea)
33. Quando invita la donna l'amante (Nero)
34. Pensieri, voi mi tormentate (Agrippina)
35. Col raggio placido della speranza (Pallas)
36. Spererò, poichè mel dice (Narcissus)
37. Basta che sol tu chieda (Claudius) (Libretto: Vagheggiar de tuoi bei lumi)
38. Ogni vento ch'al porto la spinga (Agrippina)
Acte III
39. Tacerò pur che fedele (Otho) (Libretto: Chi ben ama (Poppaea)
40. Coll' ardor del tuo bel core (Nero) (Libretto: Esci O mia vita (Poppaea))
41. Io di Roma il Giove sono (Claudius)
42. Pur ch'io ti stringa al sen (Libretto: No, no, ch'io non apprezzo) (Otho)
43. Bel piacere e godere fido amor (Libretto: Sì, sì ch'il mio diletto)(Poppaea)
44. Come nube che fugge dal vento (Nero)
45. Se vuoi pace (Agrippina)
46. Lieto il Tebro increspi l'onda
47. V'accendano le tede i raggi delle stelle (Juno)

### Enregistrements notables
| Année de publication | Distribution Claude, Agrippine, Néron, Poppée, Othon                                              | Chef d'orchestre et orchestre                                             | Label                                          | Réf.   |
| -------------------- | ------------------------------------------------------------------------------------------------- | ------------------------------------------------------------------------- | ---------------------------------------------- | ------ |
| 1992                 | Lisa Saffer, Capella Savaria, Sally Bradshaw, Wendy Hill, Drew Minter                             | Nicholas McGegan, Capella Savaria                                         | 3 CD : Harmonia Mundi 907063/5                 | [ 56 ] |
| 1997                 | Alastair Miles, Della Jones, Derek Lee Ragin, Donna Brown, Michael Chance                         | John Eliot Gardiner, English Baroque Soloists                             | 3 CD : Philips Classics 438 009-2 joué en 1991 | [ 56 ] |
| 2000                 | Gunther Von Kannen, Margarita Zimmerman, Martine Dupey, Carmen Balthrop Bernadette Manca di Nissa | Christopher Hogwood, Orchestra Giovanile del Veneto "Pedrollo" di Vicenza | 3 CD : Mondo Musica MFOH 10810 joué en 1983    | [ 56 ] |
| 2004                 | Nigel Smith, Véronique Gens, Philippe Jaroussky, Ingrid Perruche, Thierry Grégoire                | Jean-Claude Malgoire, La Grande Écurie et la Chambre du Roy               | 3 CD : Dynamic CDS431 2 DVD : Dynamic 33431    | [ 56 ] |
| 2020                 | Luca Pisaroni Joyce DiDonato Franco Fagioli Elsa Benoit Jakub Józef Orliński                      | Maxim Emelyanychev, Il Pomo d'Oro                                         | 3 CD Erato                                     |        |